# دون الإنسانية
دون الإنسانية هي الاعتقاد الراسخ ضمنيًا أن المجموعة التي ينتمي إليها الفرد هي أكثر إنسانية من مجموعة أخرى خارجية، واعتبار المجموعة الخارجية أقل إنسانية. في أوائل العقد الأول من القرن الحادي والعشرين، قام جاك فيليب لينز وزملاؤه بصياغة المصطلح للتمييز بين دون الإنسانية كظاهرة يومية، وبين إنكار الإنسانية المرتبط بظواهر العنف الشديد بين الجماعات مثل الإبادة الجماعية.وفقًا للينز وزملائه، تنشأ ظاهرة دون الإنسانية عندما يؤمن الناس بوجود اختلاف جوهري (مختلفة في الجوهر) بين مجتمعهم الداخلي والجماعات الأخرى خارج مجتمعهم. وذلك عندما يحافظ الناس على إيمانهم بوجود «الجوهر الإنساني» لمجتمعهم وينكرون وجود هذا الجوهر لجماعة خارج مجتمعهم. ما يزال هنالك خلاف أكاديمي ما إذا كان التصنيف «دون البشر» يعني «إنسان ولكن دون المستوى» أو يعني «ليس إنساناً على الإطلاق»، لأن الاستخدام العملي للمصطلح يعنى بالتحيز ضد جماعة أخرى من الأفراد. 